# Kloster Agarak
Das Kloster Agarak (armenisch Ագարակի վանք) war ein in frühchristlicher Zeit gegründetes Kloster der Armenisch-Apostolischen Kirche in der heutigen osttürkischen Provinz Iĝdir südlich von Digor. Mindestens bis 1920 waren die Ruinen einer möglicherweise aus dem 5. oder 6. Jahrhundert stammenden Saalkirche, eines Mitte des 7. Jahrhunderts entstandenen Zentralbaus mit vier Konchen und eine Reliefstele erhalten.

## Wortbildung
Das Kloster von Agarak wurde nach der Siedlung benannt, in der es gebaut wurde. Der Name Agarak ist ein historischer Name der Siedlung Egrek in der Provinz Iĝdir in der heutigen Türkei. Agarak (westarmenisch Ագարակ) steht im Armenischen für „Gehöft“.

## Geschichte
Agarak befand sich im Bezirk Jakatk einer Provinz des historischen Armenien, Ayrarat. In den Jahren 1918–1920 wurde es dem Bezirk Surmari (Akronym der Wörter Surp Mariam – Heilige Maria) der Demokratischen Republik Armenien angeschlossen. Nach der türkischen Besetzung 1920 wurden die Gebäude vollständig zerstört.

## Klosteranlage
Das Agarak-Kloster besaß zahlreiche feingeschnitzte Chatschkare (Kreuzsteine). Die Hauptkirche Surb Stephanos (armenisch Սուրբ Ստեփանոս, Sankt Stephanus) war ein pentagonal ummantelter Tetrakonchos mit einem innen kreisrunden und außen achteckigen Tambour mit Kuppel. Viele architektonische Fragmente wurden um die Kirchen herum gefunden, darunter die Überbleibsel einer spätmittelalterlichen Stele mit einer Frauenstatue, die ein Modell einer Basilika in ihren Händen hält.